# Andrew Kevin Walker
Andrew Kevin Walker (n. 14 august 1964, Altoona⁠(d), Pennsylvania, SUA) este un scenarist american nominalizat la Premiile BAFTA. Este cunoscut pentru scenariul filmului Se7en, pentru care a și primit nominalizarea BAFTA, cât și scenarii pentru alte filme, cum ar fi Sleepy Hollow sau 8mm.